# Альтернація поколінь
Альтернація поколінь — типовий життєвий цикл наземних рослин і деяких водоростей, при якому виникають дві різні форми: диплоїдна (має два набори хромосом) і гаплоїдна (має один набір хромосом).
Диплоїдне покоління утворює гаплоїдні спори шляхом мейозу і називається спорофітом, тоді як гаплоїдне покоління утворює гамети (статеві клітки) і називається гаметофітом. Гамети з'єднуються для утворення диплоїдної зиготи, що розвивається в новий спорофіт; так чергуються спорофіти і гаметофіти.